# Tramwaje w Roanne
Tramwaje w Roanne − zlikwidowany system komunikacji tramwajowej we francuskim mieście Roanne, działający w latach 1897−1952.

## Historia
Tramwaje w Roanne uruchomiono 15 lipca 1897. Od początku były to tramwaje elektryczne, które kursowały po torach o rozstawie szyn wynoszącym 1000 mm. Od początku sieć składała się z 4 linii:
- 1: Gare de l’Ouest – Faubourg de Fougères
- 2: Gare de l’Ouest – Cimetière du Nord
- 3: Faubourg de Nantes – Octroi de Paris
- 4: Port Cahours – Croix-Saint-Hélier – Cimetière de l’Est

Łączna długość tras wynosiła 14,4 km. Do obsługi sieci posiadano 22 dwuosiowe tramwaje silnikowe. 22 czerwca 1907 otwarto linię do Cesson o długości 3,4 km. W 1933 zastąpiono trzy linie tramwajowe autobusami. W latach 30. XX w. zlikwidowano trasę do Cesson. W czasie II wojny światowej ponownie uruchomiono linię nr 3 na trasie le Palais de Justice − l'Octroi de Paris. W latach 1947−1949 zakupiono po raz ostatni nowe tramwaje, było to tramwaje silnikowe z Le Mans typu Carrel-et-Fouché, które zostały wyprodukowane w 1931. Ostatecznie tramwaje w Roanne zlikwidowano w 1952. 